# أمثال العرب (كتاب)
كتاب أمثال العرب لمؤلفه المفضل الضبي واسمه الكامل أبو العباس المفضل بن محمد بن يعلى بن عامر الضبي 168هـ.
ومن الجدير بالذكر انتقال معظم قصص الأمثال التي أوردها المفضل الضبي ، وإن لم تكن بكامل تفاصيلها - إلى مؤلفات اللغويين القدامى، من الكوفيين والبصريين. وقد أضيفت إليها تلك القصص التي رواها ابن الكلبي .

## فكرة الكتاب
تدور فكرة كتاب أمثال العرب حول مجموعة من الأمثال الشعبية العربية وتوضيح قصة كل مثل وما يدور داخل القصة المرواة من أحداث زمانية ومكانية. وتمر أحداث القصة إلى أن نصل في النهاية بخلق المثل خروجه على لسان أحد أبطال القصة أو الأسطورة.
تعتبر هذه الكتب من الأمثال التي صنعت في العصر الأموي، لم تكن لتختلف كثيراً في ترتيبها ومضمونها وحجمها عن كتاب الأمثال الذي ألفه المفضل المفضل الذي يفيض بالقصص التعليلية للأمثال. ففي كتاب أمثال العرب للمفضل الضبي، تتجلى للقارئ صورة الأديب والمربي، الذي يهثم بالقصص المسلية، فهو واجد في هذا الكتاب أجمل الأقاصيص والخرافات والأساطير. وهي تنتهي بعبارة مأثورة لأحد أبطالها، وهم عادة ما يكونون من زعماء القبائل والعشائر والشيوخ، أو من جماعة الشعراء والحكماء، أو من الحمقى والمغفلين.
كذلك فهو واحد في هذا الكتاب قصصاً من أخبار أيام العرب، تتعلق بشخصية تاريخية معروفة، ولكنها على العكس تماماً من أيام العرب، فإنها ذات طابع قصصي محض، فالمكان والزمان غير واضحين. أما الجو العام للقصة فهو غامض أيضاً، ولا يتضح وضوحاً تاماً.

## بعض موضوعاته
- اكل لحمي ولا أدعه لأكل
- أبنك من دمى عقبيك
- أتتك بحائن رجلاه
- أثقل من حمل الدهيم

## فؤائد منتقاه من الكتاب
يعتبرهذا الكتاب ألأصل الذي بنى عليه مصنفوا الأمثال كتبهم ومجاميعهم باعتراف جميع الباحثين والمؤرخين فحري بنا أن يغيره الاهتمام البالغ صنعة وتحقيقا وتدقيقا وفهرسة وتبويبا .